# 수원우편집중국
수원우편집중국(水原郵便集中局)은 대한민국 우정사업본부 경인지방우정청 소속의 우편집중국이다. 경기도 수원시 영통구 청명남로 57(영통동 997)에 있다.

## 관할구역
- 수원시, 화성시, 오산시, 평택시, 안성시

## 조직
- 업무과
  - 물류총괄계
  - 통상우편계
  - 소포발착계
  - 접수계
- 지원과
  - 서무계
    - 정보화팀

  - 회계계
- 기술과
  - 우편기계계
  - 동력계